# جامعة شولالونغكورن
جامعة شولالونغكورن (بالتايلندية: จุฬาลงกรณ์มหาวิทยาลัย) اختصارها الرسمي CU وتختصر عادةً Chula (بالتايلندية: จุฬาฯ) تأسست عام 1917 من قِبل الملك راما السادس وهي أقدم جامعة تحت نظام التعليم التايلندي الحديث.
بدأت الجامعة بأخذ مكانتها في عهد الملك شولالونغكورن (Chulalongkorn)الذي أسس المدرسة الملكية للخدم في عام 1902 في القصر الكبير في تايلاند.خلال حكم ابنه، الملك راما السادس (Vajiravudh)،أصبحت المدرسة الملكية للخدم كلية للخدمة المدنية للملك شولالونغكورن.كانت مؤسسة روكفيلر تساعد الكلية في التمويل الأكاديمي، في 26مارس 1917،أعاد الملك راما السادس تسمية الكلية إلى جامعة شولالونغكورن.

## معرض صور

## وصلات إضافية
- Chulalongkorn University official website
- Chulalongkorn University on THES University Rankings
- cu-tep
- cu-aat
- cu-best